# Elecciones provinciales de Buenos Aires de 1999
Las elecciones provinciales de Buenos Aires de 1999 tuvieron lugar el domingo 24 de octubre del mencionado año con el objetivo de renovar el cargo de Gobernador y Vicegobernador, así como 46 de las 92 bancas de la Cámara de Diputados y 23 de las 46 bancas del Senado Provincial, conformando el poder ejecutivo y el poder legislativo para el período 1999-2003. Se renovaron también las intendencias de todos los partidos, así como la mitad o la totalidad de varios Concejos Deliberantes.
Después de su victoria en las elecciones legislativas como primera candidata a diputada, se esperaba que Graciela Fernández Meijide, del Frente Grande (FG) y apoyada por la coalición Alianza para el Trabajo, la Justicia y la Educación (conocida simplemente como La Alianza) derrotara con relativa facilidad al hasta entonces vicepresidente Carlos Ruckauf, del Partido Justicialista (PJ), gobernante de la provincia desde 1987, en la contienda inminente por la gobernación. Sin embargo, de manera sorpresiva y mientras que el candidato presidencial de la coalición, Fernando de la Rúa, resultaba electo por amplio margen como presidente, Ruckauf obtuvo una holgada victoria con el 48.34% de los votos contra el 41.36% de Fernández Meijide, preservando la hegemonía justicialista de la provincia, no obstante siendo la victoria más estrecha lograda por el justicialismo desde su llegada al ejecutivo provincial. En tercer lugar quedó Luis Patti, del Partido Unidad Bonaerense (PAUBO) con el 7.80% de los votos, mientras que el resto de los candidatos no logró superar el punto porcentual. La participación en la elección gubernativa fue del 82.97% del electorado registrado.
El plano legislativo fue diferente, ya que la Alianza logró una amplia victoria tanto en la elección de diputados como de senadores provinciales, con 23 de los 46 diputados en disputa (dando un resultado de 50 de las 92 bancas totales) y 12 de los 23 escaños senatoriales (junto con los anteriormente ganados, 25 de las 46 bancas del Senado Provincial). Esto dio como resultado que la Alianza opositora gozara de una amplia mayoría absoluta en las dos cámaras. Los cargos electos asumieron el 10 de diciembre de 1999. Fue la segunda vez consecutiva que el vicepresidente de la Nación, en este caso Ruckauf, asumía la gobernación de Buenos Aires después.
Ruckauf no completó el mandato constitucional ya que renunció el 3 de enero de 2002 para asumir como Ministro de Relaciones Exteriores, Comercio Internacional y Culto en el gobierno de Eduardo Duhalde, asumiendo después de la crisis de diciembre de 2001.

## Antecedentes

### Contexto provincial
La provincia de Buenos Aires es, por amplia diferencia, el distrito más poblado de la República Argentina, y alberga por sí sola al 38% del electorado registrado nacional, lo que la convierte en un distrito clave para todos los procesos eleccionarios argentinos. Desde la instauración del voto secreto en Argentina en 1912 hasta el día de hoy, solo dos presidentes han sido electos sin triunfar en Buenos Aires, Hipólito Yrigoyen en 1916, y Mauricio Macri en 2015. Del mismo modo que Buenos Aires es un distrito clave para ganar una elección nacional, se considera también que controlar la gobernación es de vital importancia para la estabilidad de un gobierno electo. Desde su victoria en las elecciones de 1987, el Partido Justicialista (PJ) ejercía como partido hegemónico del distrito bonaerense. Para 1999, había ganado por más de diez puntos la gobernación en tres ocasiones, con los gobiernos de Antonio Cafiero (1987-1991) y Eduardo Duhalde (1991-1999). Sin embargo, el dominio duhaldista se vio afectado para 1997 por un aumento de la criminalidad en su sector más poblado, el conurbano bonaerense y Gran Buenos Aires, que era demás visto como uno de los lugares más empobrecidos del país y más afectados por la política neoliberal llevada a cabo por el gobierno menemista.

### Precedentes inmediatos y candidaturas
En las elecciones legislativas  que se realizaron en octubre de 1997, se renovaba la mitad de las bancas en la Cámara de Diputados Nacionales y también la mitad de ambas cámaras de la legislatura provincial. En dichos comicios, la Alianza para el Trabajo, la Justicia y la Educación, compuesta por el Frente País Solidario y la Unión Cívica Radical (principales opositores al gobierno justicialista de Carlos Menem), se impuso en casi todo el país con el 47% de los votos, triunfando sorpresivamente también en la provincia de Buenos Aires. Como resultado, el justicialismo perdió la mayoría en la Cámara de Diputados a nivel nacional y en las dos cámaras legislativas provinciales ante la candidatura de Graciela Fernández Meijide (del FREPASO), encabezando la lista de la Alianza para diputada nacional, poniendo fin una década de dominio electoral del PJ. De cara a las inminentes elecciones, Fernández Meijide se consolidó como candidata de la Alianza a la gobernación, y dentro de los propios círculos justicialistas se creía que sería muy difícil derrotarla.
En la primaria interna del Partido Justicialista de Buenos Aires, realizada 10 de mayo de 1999, el desgaste del menemismo de cara a las elecciones bonaerenses fue notorio en todos los aspectos. El vicepresidente Carlos Ruckauf fue elegido candidato justicialista a la gobernación, derrotando por amplio margen al exgobernador Antonio Cafiero, incluso en varios de los bastiones menemistas tradicionales, como La Matanza. El menemismo solo logró la candidatura a intendente de tres municipios. A pesar de haber secundado la fórmula menemista, Ruckauf pertenecía a un sector peronista más ortodoxo ligado al duhaldismo. Sin embargo, tanto el menemismo como el duhaldismo se habían desgastado notoriamente durante finales de la década por el deterioro económico, por lo que Ruckauf no se benefició de las derrotas sucesivas del peronismo menemista contra el duhaldista. El candidato gubernativo justicialista, sin embargo, obtuvo el apoyo clave de Domingo Cavallo y su partido, Acción por la República, a pesar de que este disputaría al duhaldismo la presidencia de la Nación, polarizando notoriamente la elección bonaerense por sobre la nacional.
Aunque Acción por la República y la Unión del Centro Democrático (UCeDé) apoyaron la candidatura de Ruckauf, no suscribieron una alianza formal y se limitaron a presentar boletas separadas con una misma fórmula. Con posterioridad a su derrota, Fernández Meijide declaró que esto probablemente provocó confusión en varios votantes y le restó varios votos.

## Principales candidatos

### Concertación Justicialista
| |                                                                       |
| |                                                                       |
| Carlos Ruckauf | Felipe Solá                                                           |
| para gobernador | para vicegobernador                                                   |
| [[File:Carlos Ruckauf.png\|330px\|alt={{{Alt\|{{{descripción}}}]] | [[File:Felipe Sola.jpg\|400px\|alt={{{Alt\|{{{descripción}}}]]        |
| Vicepresidente de la Nación Argentina (1995-1999) | Secretario de Agricultura, Ganadería y Pesca (1989-1991), (1993-1999) |
| Partidos y agrupaciones en la alianza: - Partido Justicialista - Acción por la República - Unión del Centro Democrático - Partido Conservador Popular - Movimiento por la Dignidad y la Independencia - Movimiento Popular Bonaerense - Política Abierta para la Integridad Social - Partido Celeste y Blanco - Partido Popular Cristiano Bonaerense - Partido Laborista - Partido Progreso Social |                                                                       |

### Alianza para el Trabajo, la Justicia y la Educación
| |                                                |
| |                                                |
| Graciela Fernández Meijide | Melchor Posse                                  |
| para gobernadora | para vicegobernador                            |
| |                                                |
| Diputada nacional por la Provincia de Buenos Aires (1997-1999) | Intendente de San Isidro (1958-1962,1983-1999) |
| Partidos y agrupaciones en la alianza: - Unión Cívica Radical - Partido Demócrata Progresista - Partido Demócrata Cristiano - Partido Socialista Popular - Frente Grande - Partido Socialista Democrático - Partido Intransigente - Movimiento de Integración y Desarrollo - Partido Autonomista |                                                |

### Partido Unidad Bonaerense
| Partido Unidad Bonaerense                                     |                       |
| Luis Patti                                                    | Gabriel Dreyfus       |
| para gobernador                                               | para vicegobernador   |
| [[File:Luis patti.jpg\|400px\|alt={{{Alt\|{{{descripción}}}]] |                       |
| Intendente de Escobar (1995-2003)                             | Publicitario político |

## Campaña
La campaña fue muy polarizada entre Ruckauf y Fernández Meijide, con Luis Patti siendo visto como el más probable tercer lugar. Las encuestas durante casi toda la campaña, al igual que en la elección legislativa anterior, le daban a la dirigente aliancista una amplia ventaja por encima del desgastado justicialismo, con un 43.6% contra un 33.1% de Ruckauf, mientras que Patti tenía un apoyo del 13.3%. Mientras que se especulaba que Fernández Meijide ganaría, sin embargo, Ruckauf comenzó a recolectar apoyos a medida que se acercaba la elección. El apoyo del sector cavallista le facilitó a Ruckauf un amplio voto táctico, impidiendo que este perdiera los apoyos que Duhalde había perdido en la elección presidencial. Para los últimos días de octubre de 1999, la diferencia entre Fernández Meijide y Ruckauf finalmente había caído en el margen de error, aunque los medios de comunicación todavía pronosticaban que la primera ganaría las elecciones, y que el viraje de las encuestas constituía "una leve esperanza" para el candidato justicialista.
Ruckauf realizó una campaña polémica. El 5 de agosto, ofreció una controvertida conferencia de prensa en La Plata, donde declaró que endurecería notoriamente la postura policial ante la creciente criminalidad, afirmando que "quería ver muertos" a los asesinos, y que no tenía dudas en que "entre un ciudadano indefenso y un delincuente, el que tiene que caer es el delincuente". La conferencia se realizó media hora después de que el ministro de Seguridad de la provincia, León Carlos Arslanián, le presentara su renuncia indeclinable a Duhalde. Ruckauf debió aclarar al día siguiente que sus declaraciones eran simplemente un intento de debate con el plan de seguridad de Fernández Meijide, y que no debía considerarse un ataque al gobierno saliente o una indirecta para que Duhalde relevara ministros.
Luis Patti lanzó su candidatura a principios de agosto. Patti había sido subcomisario de policía durante el gobierno de Isabel Perón (1974-1976) y la dictadura militar, pesando sobre él severas acusaciones de crímenes de lesa humanidad. Inicialmente parte del justicialismo, Patti abandonó el Partido Justicialista y fundó el Partido Unidad Bonaerense luego de la victoria de Ruckauf en la interna. Duhalde intentó negociar con Patti para que renunciara a su candidatura, bajo la premisa de que la mayoría de sus votantes beneficiarían a Ruckauf. Sin embargo, esto fue puesto en duda por varios analistas, que afirmaron que de hecho muchos votantes de Patti se decidirían por Fernández Meijide como voto táctico contra el sector de Ruckauf. Una encuesta realizada por el periódico Página/12 registró que un 30% del electorado de Patti votaría por Ruckauf, mientras que un 28% lo haría por Fernández Meijide, mientras que los demás se declararon indecisos o votarían a otro candidato.
El 18 de octubre, seis días antes de las elecciones, se desató una polémica cuando Ruckauf intentó apelar al voto religioso atacando a Fernández Meijide por su postura favorable a la despenalización del aborto, refiriéndose a su contrincante como "anticristiana, abortista, y atea" y añadió que muchos obispos de distintas zonas de la provincia apoyaban su postura. Irónicamente, este ataque resultó en que numerosos dirigentes católicos, judíos y evangélicos emitieran un comunicado conjunto en el que protestaban por la manipulación empleada por Ruckauf, afirmando que: "rechazamos que se apele a la religión para atacar a un candidato o manipular el espíritu religioso de nuestro pueblo". Entre los firmantes se encontraban obispos católicos que habían sido compañeros de Fernández Meijide en su militancia por los derechos humanos tras la desaparición de su hijo en la última dictadura militar. Otros obispos no firmaron la declaración y se manifestaron en contra de que la iglesia apoyara candidatos políticos. No obstante, las declaraciones de Ruckauf también sumaron algunos apoyos. Además, el arzobispo de Mercedes-Luján, Emilio Ogñenovich, acusó a Fernández Meijide de firmar un proyecto en favor del aborto. Ya a mediados de septiembre Fernández Meijide había aclarado que no hablaría del asunto, debido a que el aborto no era en ese momento un asunto discutido en la sociedad argentina, y por lo tanto no era tema central de campaña.
Al finalizar la campaña, el 22 de octubre, De la Rúa intervino en varios medios periodísticos con respecto a las elecciones bonaerenses, condenó las declaraciones de Ruckauf, recordó que Fernández Meijide de hecho había iniciado su militancia política en el Partido Demócrata Cristiano, y equiparó la agresiva retórica religiosa del candidato peronista con la "quema del cajón" del antiguo candidato a gobernador Herminio Iglesias en las elecciones de 1983, en referencia a la ocasión en la que Iglesias quemó un cajón con las siglas UCR y generó un amplio rechazo, considerado detonante de la primera derrota justicialista en la provincia y a nivel nacional. Por su parte, Duhalde acusó a Fernández Meijide de ser "soberbia" y afirmó que los bonaerenses debían darle un "voto castigo", proclamando también que debían darle a la nación un presidente bonaerense para romper con la leyenda política histórica de que un gobernador de Buenos Aires no podía resultar electo presidente de la Nación después. Ruckauf declaró que nunca agraviaría a nadie, y se definió como "un demócrata de toda la vida". Por último el candidato a vicepresidente de la Alianza y copartidario de Meijide, Carlos Álvarez, afirmó que Ruckauf era simplemente "una mala persona".

## Renovación legislativa
| Sección Electoral | Cámara de Diputados | Cámara de Diputados | Senado    | Senado    |
| Sección Electoral | Diputados           | A renovar           | Senadores | A renovar |
| ----------------- | ------------------- | ------------------- | --------- | --------- |
| 1                 | 15                  | 15                  | 8         | —         |
| 2                 | 11                  | —                   | 5         | 5         |
| 3                 | 18                  | —                   | 9         | 9         |
| 4                 | 14                  | 14                  | 7         | —         |
| 5                 | 11                  | 11                  | 5         | —         |
| 6                 | 11                  | —                   | 6         | 6         |
| 7                 | 6                   | 6                   | 3         | —         |
| 8 - Capital       | 6                   | —                   | 3         | 3         |
| Total             | 92                  | 46                  | 46        | 23        |

## Resultados

### Gobernador y Vicegobernador
La elección resultó en una inesperada victoria para Ruckauf, con el 48.34% de los votos (37.44% del Partido Justicialista, 5.83% de Acción por la República, y 5.07% de la Unión del Centro Democrático), contra el 41.36% que logró la lista única de la Alianza que presentó a Fernández Meijide. La candidata posteriormente declararía que fue precisamente el hecho de que Ruckauf se presentara por tres listas y no por una lo que provocó su derrota, además de otra serie de alicientes posteriormente analizados. Ruckauf se impuso descisivamente en la mayoría de los partidos del conurbano bonaerense y en la capital provincial, La Plata. Patti, por su parte, obtuvo poco más de la mitad de lo pronosticado en las encuestas con el 7.80% y solo se impuso en los partidos de Escobar y Pilar. Fernández Meijide de todas formas aceptó el resultado y le deseó suerte a Ruckauf.
|  | 37,44 % |

|  | 5,83 % |

|  | 5,07 % |

|  | 48,34 % |

|  | 41,36 % |

|  | 7,80 % |

|  | 0,63 % |

|  | 0,62 % |

|  | 0,56 % |

|  | 0,26 % |

|  | 0,25 % |

|  | 93,57 % |

|  | 5,76 % |

|  | 0,66 % |

|  | 100 % |

|  | 82,97 % |

### Cámara de Diputados
Las secciones secciones electorales que renovaron diputados fueron la primera, la cuarta, la quinta y la séptima. La Alianza obtuvo la victoria en general con 24 de las 46 bancas en disputa, imponiéndose en todas las secciones y preservando la mayoría en la cámara baja de la provincia que había obtenido en las anteriores elecciones.
|  | 35,67 % |

|  | 6,35 % |

|  | 4,52 % |

|  | 46,54 % |

|  | 44,05 % |

|  | 6,32 % |

|  | 0,83 % |

|  | 0,74 % |

|  | 0,65 % |

|  | 0,28 % |

|  | 0,27 % |

|  | 0,22 % |

|  | 0,10 % |

|  | 89,01 % |

|  | 10,34 % |

|  | 0,64 % |

|  | 100 % |

|  | 85,33 % |

#### Resultados por secciones electorales

Secciones electorales de Buenos Aires:
1º Sección
2º Sección
3º Sección
4º Sección
5º Sección
6º Sección
7º Sección
8º Sección/Capital

|  | 36,51 % |

|  | 6,65 % |

|  | 4,29 % |

|  | 47,44 % |

|  | 40,63 % |

|  | 8,26 % |

|  | 0,96 % |

|  | 0,85 % |

|  | 0,77 % |

|  | 0,34 % |

|  | 0,33 % |

|  | 0,32 % |

|  | 0,27 % |

|  | 89,21 % |

|  | 10,10 % |

|  | 0,69 % |

|  | 100 % |

|  | 85,48 % |

|  | 51,92 % |

|  | 34,39 % |

|  | 4,98 % |

|  | 4,36 % |

|  | 43,73 % |

|  | 2,96 % |

|  | 0,44 % |

|  | 0,41 % |

|  | 0,32 % |

|  | 0,22 % |

|  | 91,02 % |

|  | 8,61 % |

|  | 0,37 % |

|  | 100 % |

|  | 86,61 % |

|  | 50,53 % |

|  | 33,32 % |

|  | 6,68 % |

|  | 4,87 % |

|  | 44,87 % |

|  | 2,25 % |

|  | 0,67 % |

|  | 0,64 % |

|  | 0,40 % |

|  | 0,39 % |

|  | 0,25 % |

|  | 87,51 % |

|  | 11,85 % |

|  | 0,65 % |

|  | 100 % |

|  | 84,03 % |

|  | 51,20 % |

|  | 35,55 % |

|  | 5,45 % |

|  | 4,94 % |

|  | 45,94 % |

|  | 1,63 % |

|  | 0,49 % |

|  | 0,42 % |

|  | 0,31 % |

|  | 88,28 % |

|  | 11,23 % |

|  | 0,48 % |

|  | 100 % |

|  | 85,84 % |

### Cámara de Senadores
|  | 39,97 % |

|  | 5,54 % |

|  | 5,09 % |

|  | 50,60 % |

|  | 43,02 % |

|  | 2,86 % |

|  | 0,89 % |

|  | 0,88 % |

|  | 0,75 % |

|  | 0,30 % |

|  | 0,29 % |

|  | 0,27 % |

|  | 0,12 % |

|  | 90,38 % |

|  | 8,93 % |

|  | 0,68 % |

|  | 100 % |

|  | 86,06 % |

#### Resultados por secciones electorales
|  | 48,24 % |

|  | 36,68 % |

|  | 5,42 % |

|  | 4,81 % |

|  | 46,91 % |

|  | 3,08 % |

|  | 0,63 % |

|  | 0,58 % |

|  | 0,34 % |

|  | 0,23 % |

|  | 90,69 % |

|  | 8,89 % |

|  | 0,43 % |

|  | 100 % |

|  | 86,69 % |

|  | 41,75 % |

|  | 5,62 % |

|  | 4,72 % |

|  | 52,10 % |

|  | 40,71 % |

|  | 3,09 % |

|  | 0,97 % |

|  | 0,97 % |

|  | 0,87 % |

|  | 0,38 % |

|  | 0,38 % |

|  | 0,35 % |

|  | 0,17 % |

|  | 90,81 % |

|  | 8,45 % |

|  | 0,74 % |

|  | 100 % |

|  | 86,50 % |

|  | 49,54 % |

|  | 35,86 % |

|  | 6,96 % |

|  | 3,90 % |

|  | 46,72 % |

|  | 1,99 % |

|  | 0,63 % |

|  | 0,60 % |

|  | 0,52 % |

|  | 86,18 % |

|  | 13,25 % |

|  | 0,57 % |

|  | 100 % |

|  | 83,71 % |

|  | 34,82 % |

|  | 6,96 % |

|  | 6,00 % |

|  | 47,78 % |

|  | 47,27 % |

|  | 1,94 % |

|  | 0,91 % |

|  | 0,78 % |

|  | 0,59 % |

|  | 0,40 % |

|  | 0,33 % |

|  | 92,01 % |

|  | 7,32 % |

|  | 0,67 % |

|  | 100 % |

|  | 85,00 % |

## Elecciones municipales
Las elecciones municipales de la provincia de Buenos Aires de 1999 se realizaron el 24 de octubre de 1999. Se renovó la intendencia de los 134 partidos que componían la provincia. La Alianza obtuvo la victoria en dicha elección con 66 intendencias contra 59 del Partido Justicialista, aunque el peronismo logró conservar su control de varios bastiones tradicionales. El vecinalismo ganó en 6 distritos.
Destacó de la elección municipal el incidente protagonizado por la periodista y candidata de la Alianza a la intendencia del partido de La Matanza, Lidia Satragno (apodada Pinky), cuando creyó que había derrotado a su contrincante, el justicialista Alberto Balestrini. Anticipándose a un sondeo por boca de urna que le auguraba un estrecho triunfo, Satragno concedió una entrevista en vivo en la que se declaró ganadora y dedicó el triunfo a su madre. Horas más tarde, cuando la tendencia se invirtó a favor de Balestrini, debió admitir la derrota por el mismo medio. Sería particularmente recordada por dicho incidente y el término "Ganó Pinky" sería parodiado mediáticamente como un ridículo histórico en la historia electoral bonaerense.
| Municipio                                               | Intendente electo             | Partido | Partido                                        | Coalición | Coalición                      |
| ------------------------------------------------------- | ----------------------------- | ------- | ---------------------------------------------- | --------- | ------------------------------ |
| Adolfo Alsina                                           | Alberto Gutt                  |         | Partido Justicialista                          |           | Concertación Justicialista     |
| Adolfo Gonzales Chaves                                  | Carlos Américo González R     |         | Partido Justicialista                          |           | Concertación Justicialista     |
| Alberti                                                 | Daniel Javier Frascini        |         | Unión Cívica Radical                           |           | Alianza                        |
| Almirante Brown                                         | Hebe Aurora Maruco R          |         | Partido Justicialista                          |           | Concertación Justicialista     |
| Arrecifes                                               | Gustavo Javier Picoy          |         | Unión Cívica Radical                           |           | Alianza                        |
| Avellaneda                                              | Oscar Laborde                 |         | Frente Grande                                  |           | Alianza                        |
| Ayacucho                                                | Julio César Cano              |         | Partido Justicialista                          |           | Concertación Justicialista     |
| Azul                                                    | Omar Arnaldo Duclós           |         | Unión Cívica Radical                           |           | Alianza                        |
| Bahía Blanca                                            | Jaime Linares R               |         | Unión Cívica Radical                           |           | Alianza                        |
| Balcarce                                                | José Luis Pérez R             |         | Partido Justicialista                          |           | Concertación Justicialista     |
| Baradero                                                | Pedro Alberto Carossi R       |         | Partido Justicialista                          |           | Concertación Justicialista     |
| Benito Juárez                                           | Rafael Magnanini R            |         | Partido Justicialista                          |           | Concertación Justicialista     |
| Berazategui                                             | Carlos Alberto Infanzón R     |         | Partido Justicialista                          |           | Concertación Justicialista     |
| Berisso                                                 | Néstor Daniel Juzwa R         |         | Partido Justicialista                          |           | Concertación Justicialista     |
| Bolívar                                                 | Juan Carlos Simón R           |         | Unión Cívica Radical                           |           | Alianza                        |
| Bragado                                                 | Orlando Alberto Costa R       |         | Unión Cívica Radical                           |           | Alianza                        |
| Brandsen                                                | Carlos Alberto García R       |         | Unión Cívica Radical                           |           | Alianza                        |
| Campana (ver detalle)                                   | Jorge Rubén Varela R          |         | Partido Justicialista                          |           | Concertación Justicialista     |
| Cañuelas                                                | Ezequiel Juan Rizzi           |         | Unión Cívica Radical                           |           | Alianza                        |
| Capitán Sarmiento                                       | Oscar Darío Ostoich R         |         | Partido Justicialista                          |           | Concertación Justicialista     |
| Carlos Casares                                          | José Juan Andreoli            |         | Unión Cívica Radical                           |           | Alianza                        |
| Carlos Tejedor                                          | Carlos Rivas R                |         | Unión Cívica Radical                           |           | Alianza                        |
| Carmen de Areco                                         | Luis Alberto Pronesti         |         | Partido Justicialista                          |           | Concertación Justicialista     |
| Castelli                                                | Edgardo Antonio Larraza       |         | Unión Cívica Radical                           |           | Alianza                        |
| Chacabuco                                               | Horacio Recalde               |         | Unión Cívica Radical                           |           | Alianza                        |
| Chascomús                                               | Juan Alberto Gobbi            |         | Unión Cívica Radical                           |           | Alianza                        |
| Chivilcoy                                               | Juan Carlos Ferzola           |         | Unión Cívica Radical                           |           | Alianza                        |
| Colón                                                   | Carlos Alberto Mazzieri R     |         | Partido Justicialista                          |           | Concertación Justicialista     |
| Coronel Dorrego                                         | Osvaldo Aníbal Crego          |         | Unión Cívica Radical                           |           | Alianza                        |
| Coronel Pringles                                        | Aldo Luis Mensi R             |         | Unión Cívica Radical                           |           | Alianza                        |
| Coronel Rosales                                         | Jorge Osvaldo Izarra R        |         | Partido Justicialista                          |           | Concertación Justicialista     |
| Coronel Suárez                                          | Ricardo Moccero R             |         | Movimiento para la Victoria                    |           | Vecinalismo                    |
| Daireaux                                                | Luis Alberto Oliver R         |         | Unión Cívica Radical                           |           | Alianza                        |
| Dolores                                                 | Luis Roberto Lovari           |         | Partido Justicialista                          |           | Concertación Justicialista     |
| Ensenada (ver detalle)                                  | Adalberto Rodolfo Del Negro R |         | Partido Justicialista                          |           | Concertación Justicialista     |
| Escobar (ver detalle)                                   | Luis Abelardo Patti R         |         | Partido Unidad Bonaerense                      |           | —                              |
| Esteban Echeverría                                      | Alberto Groppi R              |         | Unión Vecinalista de Esteban Echeverría        |           | Vecinalismo                    |
| Exaltación de la Cruz                                   | Ricardo Ángel Bozzani R       |         | Partido Justicialista                          |           | Concertación Justicialista     |
| Ezeiza                                                  | Alejandro Granados R          |         | Partido Justicialista                          |           | Concertación Justicialista     |
| Florencio Varela                                        | Julio César Pereyra R         |         | Partido Justicialista                          |           | Concertación Justicialista     |
| Florentino Ameghino                                     | Andrea Fabiana García         |         | Partido Justicialista                          |           | Concertación Justicialista     |
| General Alvarado                                        | Enrique Marcelo Honores R     |         | Unión Cívica Radical                           |           | Alianza                        |
| General Alvear                                          | Gaudencio Aníbal Fernández    |         | Partido Justicialista                          |           | Concertación Justicialista     |
| General Arenales                                        | Rodolfo Remo Arata R          |         | Unión Cívica Radical                           |           | Alianza                        |
| General Belgrano                                        | Esteban Francisco Tolosa      |         | Unión Cívica Radical                           |           | Alianza                        |
| General Guido                                           | Aníbal Eugenio Loubet R       |         | Unión Cívica Radical                           |           | Alianza                        |
| General La Madrid                                       | Juan Carlos Pellitta R        |         | Partido Justicialista                          |           | Concertación Justicialista     |
| General Las Heras                                       | Juan José González            |         | Partido Justicialista                          |           | Concertación Justicialista     |
| General Lavalle                                         | Osvaldo Jorge Goicoechea R    |         | Partido Justicialista                          |           | Concertación Justicialista     |
| General Madariaga                                       | Raúl Adrián Mircovich R       |         | Partido Justicialista                          |           | Concertación Justicialista     |
| General Paz                                             | Edgardo Juan Uribarri R       |         | Partido Justicialista                          |           | Concertación Justicialista     |
| General Pinto (ver detalle)                             | Luis Alberto Bruni R          |         | Unión Cívica Radical                           |           | Alianza                        |
| General Pueyrredón (ver detalle)                        | Blas Aurelio Primo Aprile R   |         | Unión Cívica Radical                           |           | Alianza                        |
| General Rodríguez                                       | Oscar Jorge Di Landro R       |         | Partido Justicialista                          |           | Concertación Justicialista     |
| General San Martín (ver detalle)                        | Ricardo Leonardo Ivoskus      |         | Unión Cívica Radical                           |           | Alianza                        |
| General Viamonte                                        | Elio Arnaldo Torregiani       |         | Unión Cívica Radical                           |           | Alianza                        |
| General Villegas                                        | Gilberto Oscar Alegre R       |         | Partido Justicialista                          |           | Concertación Justicialista     |
| Guaminí                                                 | Carlos Alberto Cordero        |         | Unión Cívica Radical                           |           | Unión y Alianza para el Cambio |
| Hipólito Yrigoyen                                       | Enrique Tkacik R              |         | Unión Cívica Radical                           |           | Alianza                        |
| Hurlingham                                              | Juan José Álvarez R           |         | Partido Justicialista                          |           | Concertación Justicialista     |
| Ituzaingó                                               | Alberto Daniel Descalzo R     |         | Partido Justicialista                          |           | Concertación Justicialista     |
| José C. Paz                                             | Mario Alberto Ishii           |         | Partido Justicialista                          |           | Concertación Justicialista     |
| Junín                                                   | Abel Paulino Miguel R         |         | Unión Cívica Radical                           |           | Alianza                        |
| La Costa                                                | Guillermo Arturo Magadan R    |         | Unión Cívica Radical                           |           | Alianza                        |
| La Matanza (ver detalle)                                | Alberto Balestrini            |         | Partido Justicialista                          |           | Concertación Justicialista     |
| La Plata (ver detalle)                                  | Julio César Alak R            |         | Partido Justicialista                          |           | Concertación Justicialista     |
| Lanús                                                   | Manuel Quindimil R            |         | Partido Justicialista                          |           | Concertación Justicialista     |
| Laprida                                                 | Susana Haydeé Iglesias        |         | Unión Cívica Radical                           |           | Alianza                        |
| Las Flores                                              | Antonio Ubaldo Lizarraga R    |         | Unión Cívica Radical                           |           | Alianza                        |
| Leandro N. Alem                                         | Alberto Rubén Conocchiari     |         | Unión Cívica Radical                           |           | Alianza                        |
| Lincoln                                                 | Eduardo Donato Mango R        |         | Unión Cívica Radical                           |           | Alianza                        |
| Lobería                                                 | Ricardo Javier Jano R         |         | Unión Cívica Radical                           |           | Alianza                        |
| Lobos                                                   | Juan Erriest R                |         | Unión Vecinal Conservadora de Lobos            |           | Vecinalismo                    |
| Lomas de Zamora                                         | Edgardo Alberto Di Dío        |         | Frente Grande                                  |           | Alianza                        |
| Luján                                                   | Miguel Ángel Prince R         |         | Partido Justicialista                          |           | Concertación Justicialista     |
| Magdalena                                               | Juan Oscar Sibetti R          |         | Unión Cívica Radical                           |           | Alianza                        |
| Maipú                                                   | Raúl José Bozzano R           |         | Partido Justicialista                          |           | Concertación Justicialista     |
| Malvinas Argentinas (ver detalle)                       | Jesús Cataldo Cariglino R     |         | Partido Justicialista                          |           | Concertación Justicialista     |
| Mar Chiquita                                            | Fernando Soler                |         | Unión Cívica Radical                           |           | Alianza                        |
| Marcos Paz                                              | Enrique Jaime Salzmann R      |         | Partido Justicialista                          |           | Concertación Justicialista     |
| Mercedes                                                | Julio César Gioscio R         |         | Partido Justicialista                          |           | Concertación Justicialista     |
| Merlo                                                   | Raúl Alfredo Othacehé R       |         | Partido Justicialista                          |           | Concertación Justicialista     |
| Monte                                                   | Laura María Giagnacovo R      |         | Partido Justicialista                          |           | Concertación Justicialista     |
| Monte Hermoso                                           | Rodolfo Marcelo Di Pascuale R |         | Partido Justicialista                          |           | Concertación Justicialista     |
| Moreno                                                  | Mariano Federico West R       |         | Partido Justicialista                          |           | Concertación Justicialista     |
| Morón                                                   | Martín Sabbatella             |         | Frente Grande                                  |           | Alianza                        |
| Navarro                                                 | Alfredo Castellari            |         | Unión Cívica Radical                           |           | Alianza                        |
| Necochea (ver detalle)                                  | Julio Miguel Municoy R        |         | Partido Justicialista                          |           | Concertación Justicialista     |
| Nueve de Julio                                          | Jesús Abel Blanco R           |         | Partido Justicialista                          |           | Concertación Justicialista     |
| Olavarría                                               | Helios Eseverri R             |         | Unión Cívica Radical                           |           | Alianza                        |
| Patagones                                               | Ricardo Néstor Curetti        |         | Partido Justicialista                          |           | Concertación Justicialista     |
| Pehuajó                                                 | César Fernando Peña R         |         | Unión Cívica Radical                           |           | Alianza                        |
| Pellegrini                                              | Roberto Etchegaray R          |         | Unión Cívica Radical                           |           | Alianza                        |
| Pergamino                                               | Héctor María Gutiérrez        |         | Unión Cívica Radical                           |           | Alianza                        |
| Pila                                                    | Claudio Raúl Lancieri         |         | Unión Cívica Radical                           |           | Alianza                        |
| Pilar                                                   | Sergio Bivort                 |         | Partido Unidad Bonaerense                      |           | Frente por el Cambio           |
| Pinamar                                                 | Blas Antonio Altieri R        |         | Movimiento Unión del Partido de Pinamar        |           | Vecinalismo                    |
| Presidente Perón                                        | Oscar E. R. Rodríguez R       |         | Partido Justicialista                          |           | Concertación Justicialista     |
| Puan                                                    | Horacio Luis López            |         | Unión Cívica Radical                           |           | Alianza                        |
| Punta Indio                                             | Luis Alberto Colabianchi R    |         | Partido Justicialista                          |           | Concertación Justicialista     |
| Quilmes                                                 | Fernando Diego Geronés        |         | Unión Cívica Radical                           |           | Alianza                        |
| Ramallo                                                 | Roberto Silvio Rafael Filpo   |         | Unión Cívica Radical                           |           | Alianza                        |
| Rauch                                                   | Jorge Horacio Petreigne       |         | Unión Cívica Radical                           |           | Alianza                        |
| Rivadavia                                               | Sergio Omar Buil              |         | Unión Cívica Radical                           |           | Alianza                        |
| Rojas                                                   | Mario Gustavo Vignali R       |         | Unión Cívica Radical                           |           | Alianza                        |
| Roque Pérez                                             | Jorge Jesús Cravero           |         | Unión Cívica Radical                           |           | Alianza                        |
| Saavedra                                                | Rubén Carlos Grenada          |         | Unión Cívica Radical                           |           | Alianza                        |
| Saladillo                                               | Carlos Antonio Gorosito R     |         | Unión Cívica Radical                           |           | Alianza                        |
| Salliqueló                                              | Osvaldo Enrique Cattáneo      |         | Unión Cívica Radical                           |           | Alianza                        |
| Salto                                                   | Ricardo José Alessandro R     |         | Partido Justicialista                          |           | Concertación Justicialista     |
| San Andrés de Giles                                     | Aldo Hugo Nascimbene R        |         | Unión Cívica Radical                           |           | Alianza                        |
| San Antonio de Areco                                    | José Antonio Cames            |         | Unión Cívica Radical                           |           | Alianza                        |
| San Cayetano                                            | Miguel Ángel Stornini         |         | Partido Justicialista                          |           | Concertación Justicialista     |
| San Fernando (ver detalle)                              | Gerardo Osvaldo Amieiro R     |         | Partido Justicialista                          |           | Concertación Justicialista     |
| San Isidro (ver detalle)                                | Ángel Gustavo Posse           |         | Unión Cívica Radical                           |           | Frente por San Isidro          |
| San Miguel (ver detalle)                                | Aldo Rico                     |         | Movimiento por la Dignidad y la Independencia  |           | Concertación Justicialista     |
| San Nicolás                                             | Pedro José Novau              |         | Unión Cívica Radical                           |           | Alianza                        |
| San Pedro                                               | Mario Leandro Barbieri        |         | Unión Cívica Radical                           |           | Alianza                        |
| San Vicente                                             | Brigida Malacrida de Arcuri R |         | Partido Justicialista                          |           | Concertación Justicialista     |
| Suipacha                                                | Juan Antonio Delfino R        |         | Partido Justicialista                          |           | Concertación Justicialista     |
| Tandil                                                  | Julio José Zanatelli R        |         | Acción por la República                        |           | —                              |
| Tapalqué                                                | Ricardo Toribio Romera R      |         | Partido Justicialista                          |           | Concertación Justicialista     |
| Tigre (ver detalle)                                     | Ricardo José Ubieto R         |         | Acción Comunal del Partido de Tigre            |           | Vecinalismo                    |
| Tordillo                                                | Agustín Enrique Monge R       |         | Partido Justicialista                          |           | Concertación Justicialista     |
| Tornquist                                               | Gerardo Pedro Rattero R       |         | Partido Justicialista                          |           | Concertación Justicialista     |
| Trenque Lauquen                                         | Jorge Alberto Barracchia R    |         | Unión Cívica Radical                           |           | Alianza                        |
| Tres Arroyos                                            | Carlos Hugo Aprile R          |         | Movimiento Vecinal del Partido de Tres Arroyos |           | Vecinalismo                    |
| Tres de Febrero (ver detalle)                           | Hugo Omar Curto R             |         | Partido Justicialista                          |           | Concertación Justicialista     |
| Tres Lomas                                              | Roberto Santiago Marino R     |         | Unión Cívica Radical                           |           | Alianza                        |
| Veinticinco de Mayo                                     | Mariano Horacio Grau          |         | Unión Cívica Radical                           |           | Alianza                        |
| Vicente López (ver detalle)                             | Enrique García R              |         | Unión Cívica Radical                           |           | Alianza                        |
| Villa Gesell                                            | Héctor Luis Baldo R           |         | Unión Cívica Radical                           |           | Alianza                        |
| Villarino                                               | Jorge Simoni                  |         | Unión Cívica Radical                           |           | Alianza                        |
| Zárate (ver detalle)                                    | Oscar Felipe Morano R         |         | Partido Justicialista                          |           | Concertación Justicialista     |
| R: Reelecto                                             |                               |         |                                                |           |                                |
| Fuente: Junta Electoral de la Provincia de Buenos Aires |                               |         |                                                |           |                                |